# Espanya als Jocs Olímpics d'estiu de 1976
Espanya va estar representada als Jocs Olímpics d'Estiu de 1976 celebrats a Mont-real, Canadà, per 115 esportistes (104 homes i 11 dones) que competiren en 14 esports. El portador de la bandera a la cerimònia d'obertura fou Enrique Rodríguez, que va participar en la prova de boxa.

## Medaller
L'equip olímpic espanyol va aconseguir les següents medalles:
| Esport     | Or | Plata | Bronze | Total |
| Piragüisme | 0  | 1     | 0      | 1     |
| Vela       | 0  | 1     | 0      | 1     |
| Total      | 0  | 2     | 0      | 2     |

## Medallistes
| Esportistes                                                               | Esport     | Esdeveniment         | Data         |
| ------------------------------------------------------------------------- | ---------- | -------------------- | ------------ |
| Argent                                                                    |            |                      |              |
| Antonio Gorostegui Pere Lluís Millet                                      | Vela       | 470                  | 27 de juliol |
| José María Esteban José Ramón López Herminio Menéndez Luis Gregorio Ramos | Piragüisme | K-4 1000 m masculins | 31 de juliol |

## Esports
| Esport             | Homes | Dones | Total |
| ------------------ | ----- | ----- | ----- |
| Atletisme          | 16    | 1     | 17    |
| Boxa               | 5     | −     | 5     |
| Ciclisme           | 4     | −     | 4     |
| Futbol             | 17    | −     | 17    |
| Gimnàstica         | 3     | 3     | 6     |
| Halterofília       | 1     | 0     | 1     |
| Hípica             | 4     | 0     | 4     |
| Hoquei sobre herba | 16    | 0     | 16    |
| Judo               | 2     | 0     | 2     |
| Natació            | 9     | 5     | 14    |
| Piragüisme         | 7     | −     | 7     |
| Salts              | 1     | 2     | 3     |
| Tir                | 9     | 0     | 9     |
| Vela               | 10    | 0     | 10    |
| Total              | 104   | 11    | 115   |

## Atletisme
Vegeu Atletisme als Jocs Olímpics d'estiu de 1976

### Masculí
Pista i ruta
| Esportista                                                           | Esdeveniment      | Eliminatòria | Eliminatòria | Quarts de final | Quarts de final | Semifinals       | Semifinals       | Final               | Final               |
| Esportista                                                           | Esdeveniment      | Resultat     | Posició      | Resultat        | Posició         | Resultat         | Posició          | Resultat            | Posició             |
| -------------------------------------------------------------------- | ----------------- | ------------ | ------------ | --------------- | --------------- | ---------------- | ---------------- | ------------------- | ------------------- |
| Andreu Ballbé                                                        | 800 m             | 1:48.38      | 4            |                 |                 | No es classificà | No es classificà | No es classificà    | No es classificà    |
| Antonio Baños                                                        | Marató            |              |              |                 |                 |                  |                  | 2:31:01             | 51                  |
| Antonio Campos                                                       | 3.000 m obstacles | 8:24.53      | 4 Q          |                 |                 |                  |                  | 8:22.65             | 8                   |
| Fernando Cerrada                                                     | 1.500 m           | 13:43.89     | 12           |                 |                 |                  |                  | No es classificà    | No es classificà    |
| Agustín Fernández                                                    | Marató            |              |              |                 |                 |                  |                  | 2:28:37             | 46                  |
| Mariano Haro                                                         | 10.000 m          | 28:11.66     | 3 Q          |                 |                 |                  |                  | 28:00.28            | 6                   |
| Santiago Manguán                                                     | Marató            |              |              |                 |                 |                  |                  | No acabà            | No acabà            |
| José Luis Ruiz                                                       | 10.000 m          | 31:03.43     | 12           |                 |                 |                  |                  | No es classificà    | No es classificà    |
| José Luis Sánchez Luis Sarría Francisco García López Javier Martínez | Relleus 4x100 m   | 39.93        | 5            |                 |                 | DSQ              | −                | No es classificaren | No es classificaren |

Concursos
| Esportista       | Esdeveniment     | Qualificació | Qualificació | Final            | Final            |
| Esportista       | Esdeveniment     | Distància    | Posició      | Distància        | Posició          |
| ---------------- | ---------------- | ------------ | ------------ | ---------------- | ---------------- |
| Rafael Blanquer  | Salt de llargada | 6,19         | 32           | No es classificà | No es classificà |
| Juan Carrasco    | Salt d'alçada    | 2,05         | 24           | No es classificà | No es classificà |
| Ramón Cid        | Triple salt      | 16,00        | 18           | No es classificà | No es classificà |
| Francisco Martín | Salt d'alçada    | 2,05         | 28           | No es classificà | No es classificà |

### Femení
Pista i ruta
| Esportista   | Esdeveniment | Eliminatòria | Eliminatòria | Quarts de final | Quarts de final | Semifinals       | Semifinals       | Final            | Final            |
| Esportista   | Esdeveniment | Resultat     | Posició      | Resultat        | Posició         | Resultat         | Posició          | Resultat         | Posició          |
| ------------ | ------------ | ------------ | ------------ | --------------- | --------------- | ---------------- | ---------------- | ---------------- | ---------------- |
| Carme Valero | 1.500 m      | 4:17.65      | 8            |                 |                 | No es classificà | No es classificà | No es classificà | No es classificà |

## Boxa
Vegeu Boxa als Jocs Olímpics d'estiu de 1976
| Esportista               | Esdeveniment     | 1/32 de final           | Setzens de final           | Vuitens de final      | Quarts de final  | Semifinals       | Final/FC         | Final/FC         |
| ------------------------ | ---------------- | ----------------------- | -------------------------- | --------------------- | ---------------- | ---------------- | ---------------- | ---------------- |
| Enrique Rodríguez        | −48 kg masculí   |                         | S. Batsuk (MGL) D RSC-3    | No es classificà      | No es classificà | No es classificà | No es classificà | No es classificà |
| Vicente Rodríguez        | −51 kg masculí   | –                       | M. Zarrougui (MAR) V RSC-2 | J-U. Jong (PRK) D 2−3 | No es classificà | No es classificà | No es classificà | No es classificà |
| Juan Francisco Rodríguez | −54 kg masculí   | A. Abacheng (GHA) V 5−0 | C. Mooney (USA) D 1−4      | No es classificà      | No es classificà | No es classificà | No es classificà | No es classificà |
| Antonio Rubio            | −60 kg masculí   | –                       | R. Valiente (CUB) D 0−5    | No es classificà      | No es classificà | No es classificà | No es classificà |                  |
| José Manuel Gómet        | −63,5 kg masculí | N. Boonfuang (THA) D KO | No es classificà           | No es classificà      | No es classificà | No es classificà | No es classificà | No es classificà |

## Ciclisme
Vegeu Ciclisme als Jocs Olímpics d'Estiu de 1976

### Ciclisme en ruta
| Esportista        | Esdeveniment   | Temps    | Posició  |
| ----------------- | -------------- | -------- | -------- |
| Bernardo Alfonsel | Ruta masculina | 4:47:27  | 10       |
| Rafael Ladrón     | Ruta masculina | 4:49:01  | 32       |
| Juan José Moral   | Ruta masculina | 4:49:01  | 33       |
| Paulino Martínez  | Ruta masculina | No acabà | No acabà |

## Futbol
Vegeu Futbol als Jocs Olímpics d'estiu de 1976

### Masculí
Equip
| - Luis Arconada - Francisco Javier Bermejo - Pedro Camus - Juani Castillo - Juanito Gómez - Santiago Idígoras - José Manzanedo - Miguel Mir - Antoni Olmo |  | - Mariano Pulido - Isidoro San José - Tente Sànchez - Francisco Sanjosé - Enrique Saura - Cundi Suárez - Esteban Vigo - Alberto Vitoria |

Entrenador: Ladislao Kubala
Fase de grups
| Equip   | J | G | E | P | GF | GC | Dif | Punts |
| ------- | - | - | - | - | -- | -- | --- | ----- |
| Brasil  | 2 | 1 | 1 | 0 | 2  | 1  | +1  | 3     |
| RDA     | 2 | 1 | 1 | 0 | 1  | 0  | +1  | 3     |
| Espanya | 2 | 0 | 0 | 2 | 1  | 3  | -2  | 0     |

Resultats
| Ronda          | Data  | Hora  | Partit | Partit | Partit  |
| -------------- | ----- | ----- | ------ | ------ | ------- |
| Fase grups − 1 | 20/07 | 12:00 | Brasil | 2 − 1  | Espanya |
| Fase grups − 2 | 22/07 | 12:00 | RDA    | 1 − 0  | Espanya |

## Gimnàstica
Vegeu Gimnàstica als Jocs Olímpics d'estiu de 1976

### Gimnàstica artística
Femení
| Esportista        | Esdeveniment               | Qualificació | Qualificació | Qualificació | Qualificació | Qualificació | Qualificació | Final            | Final            | Final            | Final            | Final            | Final            |
| Esportista        | Esdeveniment               | Aparells     | Aparells     | Aparells     | Aparells     | Total        | Posició      | Aparells         | Aparells         | Aparells         | Aparells         | Total            | Posició          |
| Esportista        | Esdeveniment               | T            | SC           | BA           | BE           | Total        | Posició      | T                | SC               | BA               | BE               | Total            | Posició          |
| ----------------- | -------------------------- | ------------ | ------------ | ------------ | ------------ | ------------ | ------------ | ---------------- | ---------------- | ---------------- | ---------------- | ---------------- | ---------------- |
| Elisa Cabello     | Concurs complet individual | 17,800       | 18,050       | 18,100       | 17,300       | 71,250       | 82           | No es classificà | No es classificà | No es classificà | No es classificà | No es classificà | No es classificà |
| Eloisa Marcos     | Concurs complet individual | 18,050       | 17,650       | 18,400       | 17,400       | 71,500       | 78           | No es classificà | No es classificà | No es classificà | No es classificà | No es classificà | No es classificà |
| Mercedes Vernetta | Concurs complet individual | 17,450       | 18,050       | 17,100       | 17,150       | 69,750       | 84           | No es classificà | No es classificà | No es classificà | No es classificà | No es classificà | No es classificà |

Masculí
| Esportista        | Esdeveniment               | Qualificació | Final            | Final            | Final            | Final            | Final            | Final            | Final            | Posició |
| Esportista        | Esdeveniment               | Qualificació | Aparells         | Aparells         | Aparells         | Aparells         | Aparells         | Aparells         | Total            | Posició |
| Esportista        | Esdeveniment               | Qualificació | T                | CA               | A                | SC               | BP               | BF               | Total            | Posició |
| ----------------- | -------------------------- | ------------ | ---------------- | ---------------- | ---------------- | ---------------- | ---------------- | ---------------- | ---------------- | ------- |
| Fernando Bertrand | Concurs complet individual | 102,35       | No es classificà | No es classificà | No es classificà | No es classificà | No es classificà | No es classificà | No es classificà | 86      |
| Gabriel Calvo     | Concurs complet individual | 105,15       | No es classificà | No es classificà | No es classificà | No es classificà | No es classificà | No es classificà | No es classificà | 76      |
| José de la Casa   | Concurs complet individual | 104,95       | No es classificà | No es classificà | No es classificà | No es classificà | No es classificà | No es classificà | No es classificà | 79      |

| Esportista        | Esdeveniment       | Qualificació | Qualificació | Qualificació | Qualificació | Final              | Final            | Final            | Final            |
| Esportista        | Esdeveniment       | Obligatori   | Voluntari    | Total        | Posició      | Mitja qualificació | Final            | Total            | Posició          |
| ----------------- | ------------------ | ------------ | ------------ | ------------ | ------------ | ------------------ | ---------------- | ---------------- | ---------------- |
| Fernando Bertrand | Barra fixa         | 7,30         | 8,90         | 16,20        | 87           | No es classificà   | No es classificà | No es classificà | No es classificà |
| Fernando Bertrand | Barres paral·leles | 8,60         | 7,60         | 16,20        | 87           | No es classificà   | No es classificà | No es classificà | No es classificà |
| Fernando Bertrand | Cavall amb arcs    | 8,55         | 8,60         | 17,15        | 79           | No es classificà   | No es classificà | No es classificà | No es classificà |
| Fernando Bertrand | Anelles            | 8,40         | 8,95         | 17,35        | 77           | No es classificà   | No es classificà | No es classificà | No es classificà |
| Fernando Bertrand | Salt sobre cavall  | 8,70         | 9,40         | 18,10        | 73           | No es classificà   | No es classificà | No es classificà | No es classificà |
| Gabriel Calvo     | Barra fixa         | 8,40         | 8,95         | 17,35        | 73           | No es classificà   | No es classificà | No es classificà | No es classificà |
| Gabriel Calvo     | Barres paral·leles | 8,85         | 9,05         | 17,90        | 55           | No es classificà   | No es classificà | No es classificà | No es classificà |
| Gabriel Calvo     | Cavall amb arcs    | 7,60         | 8,95         | 16,55        | 86           | No es classificà   | No es classificà | No es classificà | No es classificà |
| Gabriel Calvo     | Anelles            | 8,20         | 9,00         | 17,20        | 80           | No es classificà   | No es classificà | No es classificà | No es classificà |
| Gabriel Calvo     | Salt sobre cavall  | 9,30         | 9,60         | 18,90        | 19           | No es classificà   | No es classificà | No es classificà | No es classificà |
| José de la Casa   | Barra fixa         | 8,60         | 8,60         | 17,20        | 78           | No es classificà   | No es classificà | No es classificà | No es classificà |
| José de la Casa   | Barres paral·leles | 8,90         | 8,55         | 17,45        | 75           | No es classificà   | No es classificà | No es classificà | No es classificà |
| José de la Casa   | Cavall amb arcs    | 8,50         | 8,85         | 17,35        | 75           | No es classificà   | No es classificà | No es classificà | No es classificà |
| José de la Casa   | Anelles            | 8,30         | 8,90         | 17,20        | 80           | No es classificà   | No es classificà | No es classificà | No es classificà |
| José de la Casa   | Salt sobre cavall  | 8,95         | 9,50         | 18,45        | 50           | No es classificà   | No es classificà | No es classificà | No es classificà |

## Halterofília
Vegeu Halterofília als Jocs Olímpics d'estiu de 1976
| Esportista       | Esdeveniment     | Final | Final   |
| Esportista       | Esdeveniment     | Pes   | Posició |
| ---------------- | ---------------- | ----- | ------- |
| Francisco Mateos | −67,5 kg masculí | 270.0 | 14      |

## Hípica
Vegeu Hípica als Jocs Olímpics d'estiu de 1976
Salts d'obstacles
| Esportista                                                     | Cavall                                       | Esdeveniment | Ronda 1                     | Ronda 1 | Ronda 2                     | Ronda 2          | Total                        | Total            |
| Esportista                                                     | Cavall                                       | Esdeveniment | Penalització                | Posició | Penalització                | Posició          | Penalització                 | Posició          |
| -------------------------------------------------------------- | -------------------------------------------- | ------------ | --------------------------- | ------- | --------------------------- | ---------------- | ---------------------------- | ---------------- |
| Luis Álvarez                                                   | Acorne                                       | Individual   | 8,00                        | 10      | 9,50                        | 6                | 17,50                        | 9                |
| Eduardo Amorós                                                 | Limited Edition                              | Individual   | 8,00                        | 10      | 12,00                       | 7                | 20,00                        | 10               |
| Alfonso Segovia                                                | Val de Loire                                 | Individual   | DSQ                         | −       | No es classificà            | No es classificà | No es classificà             | No es classificà |
| Luis Álvarez Eduardo Amorós José María Rosillo Alfonso Segovia | Acorne Limited Edition Agamenon Val de Loire | Equips       | 8,00 12,00 16,00 11,0031,00 | 4       | 8,00 27,00 20,00 12,0040,00 | 7                | 16,00 39,00 36,00 23,0071,00 | 6                |

## Hoquei sobre herba
Vegeu Hoquei sobre herba als Jocs Olímpics d'estiu de 1976

### Masculí
Equip
| - Joan Amat - Jaume Arbós - Joan Arbós - Ricard Cabot - Luis Carrera - Agustín Churruca - Francesc Codina - Joan Colomer |  | - Francesc Fàbregas - Jordi Fàbregas - Agustí Massana - Juan Pellón - Ramon Quintana - Josep Sallés - Francesc Segura - Lluís Antoni Twose |

Entrenador: Horst Wein
Fase de grups
| Equip        | J | G | E | P | GF | GC | Dif | Punts |
| ------------ | - | - | - | - | -- | -- | --- | ----- |
| Pakistan     | 4 | 3 | 1 | 0 | 16 | 6  | +10 | 7     |
| Nova Zelanda | 4 | 1 | 2 | 1 | 6  | 8  | -2  | 4     |
| Espanya      | 4 | 1 | 2 | 1 | 9  | 7  | +2  | 4     |
| RDA          | 4 | 1 | 1 | 2 | 10 | 10 | 0   | 3     |
| Bèlgica      | 4 | 1 | 0 | 3 | 5  | 15 | −10 | 2     |
| Kenya        | 0 | 0 | 0 | 0 | 0  | 0  | 0   | 0     |

Resultats
| Ronda           | Data  | Hora  | Partit       | Partit | Partit       |
| --------------- | ----- | ----- | ------------ | ------ | ------------ |
| Fase grups − 1  | 19/07 | 10:00 | Espanya      | 2 − 2  | Pakistan     |
| Fase grups − 2  | 20/07 | 15:00 | Espanya      | 1 − 1  | Nova Zelanda |
| Fase grups − 3  | 22/07 | 17:00 | Espanya      | 4 − 1  | RDA          |
| Fase grups − 4  | 23/07 | 10:00 | Bèlgica      | 3 − 2  | Espanya      |
| Partit desempat | 26/07 | 16:00 | Nova Zelanda | 1 − 0  | Espanya      |
| Cinquè/Vuitè    | 29/07 | 12:00 | Espanya      | 2 − 1  | Estats Units |
| Cinquè/Sisè     | 30/07 | 12:00 | RDA          | 9 − 1  | Espanya      |

## Judo
Vegeu Judo als Jocs Olímpics d'estiu de 1976
| Esportista            | Esdeveniment     | Setzens de final      | Vuitens de final    | Quarts de final      | Semifinal             | Repesca             | Final/FC         | Final/FC         |
| --------------------- | ---------------- | --------------------- | ------------------- | -------------------- | --------------------- | ------------------- | ---------------- | ---------------- |
| José Luis de Frutos   | −80 kg masculins | V. Guðjohnsen (ISL) V | W. Huber (VEN) V    | V. Dvoinikov (URS) D | S. Yesilnur (TUR) V R | S. Obadov (YUG) D R | No es classificà | No es classificà |
| Juan Carlos Rodríguez | −70 kg masculins | R. Güngör (TUR) V     | K. Kuramoto (JPN) D | A. Roquete (POR) V R | V. Morrison (GBR) D R | No es classificà    | No es classificà | No es classificà |

## Natació
Vegeu Natació als Jocs Olímpics d'estiu de 1976
Femení
| Esportista                                               | Esdeveniment    | Sèrie   | Sèrie   | Semifinal        | Semifinal        | Final               | Final               |
| Esportista                                               | Esdeveniment    | Temps   | Posició | Temps            | Posició          | Temps               | Posició             |
| -------------------------------------------------------- | --------------- | ------- | ------- | ---------------- | ---------------- | ------------------- | ------------------- |
| Sílvia Fontana                                           | 200 m esquena   | 2:31.37 | 7       |                  |                  | No es classificà    | No es classificà    |
| Montserrat Majó                                          | 100 m papallona | 1:06.79 | 6       | No es classificà | No es classificà | No es classificà    | No es classificà    |
| Antònia Real                                             | 800 m lliures   | 9:07.24 | 6       |                  |                  | No es classificà    | No es classificà    |
| Sílvia Fontana Rosa Estiarte Magda Camps Montserrat Majó | 4x100 m estils  | 4:38.42 | 3       |                  |                  | No es classificaren | No es classificaren |

Masculí
| Esportista                                                            | Esdeveniment    | Sèrie    | Sèrie   | Semifinal        | Semifinal        | Final               | Final               |
| Esportista                                                            | Esdeveniment    | Temps    | Posició | Temps            | Posició          | Temps               | Posició             |
| --------------------------------------------------------------------- | --------------- | -------- | ------- | ---------------- | ---------------- | ------------------- | ------------------- |
| Pere Balcells                                                         | 100 m braça     | 1:07.98  | 5       | No es classificà | No es classificà | No es classificà    | No es classificà    |
| José Bas                                                              | 1500 m lliures  | 16:28.59 | 6       |                  |                  | No es classificà    | No es classificà    |
| Jordi Comas                                                           | 100 m lliures   | 54.05    | 29      | No es classificà | No es classificà | No es classificà    | No es classificà    |
| Santiago Esteva                                                       | 100 m esquena   | 59.88    | 3 Q     | 59.71            | 8                | No es classificà    | No es classificà    |
| Santiago Esteva                                                       | 200 m esquena   | 2:08.63  | 17      |                  |                  | No es classificà    | No es classificà    |
| Miguel Lang-Lenton                                                    | 200 m papallona | 2:08.51  | 5       |                  |                  | No es classificà    | No es classificà    |
| David López-Zubero                                                    | 200 m lliures   | 1:54.88  | 17      |                  |                  | No es classificà    | No es classificà    |
| David López-Zubero                                                    | 400 m lliures   | 4:03.73  | 5       |                  |                  | No es classificà    | No es classificà    |
| Santiago Esteva Jesús Fuentes Fernando Gómez-Reino David López-Zubero | 4x200 m lliures | 7:49.22  | 4       |                  |                  | No es classificaren | No es classificaren |
| Pere Balcells Jordi Comas Santiago Esteva Mario Lloret                | 4x100 m estils  | 3:58.22  | 6       |                  |                  | No es classificaren | No es classificaren |

## Piragüisme
Vegeu Piragüisme als Jocs Olímpics d'estiu de 1976
| Esportista                                                                | Esdeveniment        | Sèrie   | Sèrie   | Repesca | Repesca | Semifinal | Semifinal | Final            | Final            |
| Esportista                                                                | Esdeveniment        | Temps   | Posició | Temps   | Posició | Temps     | Posició   | Temps            | Posició          |
| ------------------------------------------------------------------------- | ------------------- | ------- | ------- | ------- | ------- | --------- | --------- | ---------------- | ---------------- |
| Herminio Menéndez                                                         | K1 500 m masculins  | 1:55.23 | 2 QS    | –       | –       | 1:54.66   | 2 QF      | 1:48.40          | 4                |
| Fernando Henríquez                                                        | K1 1000 m masculins | 3:59.06 | 4 QR    | 3:55.03 | 1 QS    | 3:54.33   | 5         | No es classificà | No es classificà |
| José Seguin Guillermo del Riego                                           | K2 500 m masculins  | 1:41.24 | 3 QS    | –       | –       | 1:38.54   | 1 QF      | 1:38.50          | 4                |
| José Seguin Guillermo del Riego                                           | K2 1000 m masculins | 3:33.79 | 3 QS    | –       | –       | 3:34.22   | 3 QF      | 3:33.16          | 5                |
| José María Esteban José Ramón López Herminio Menéndez Luis Gregorio Ramos | K4 1000 m masculins | 3:06.46 | 1 QS    | –       | –       | 3:10.89   | 1 QF      | 3:08.95          | 2                |

## Salts
Vegeu Salts als Jocs Olímpics d'estiu de 1976
| Esportista      | Esdeveniment           | Sèrie        | Sèrie        | Final            | Final            |
| Esportista      | Esdeveniment           | Punts        | Posició      | Punts            | Posició          |
| --------------- | ---------------------- | ------------ | ------------ | ---------------- | ---------------- |
| Carmen Belén    | Trampolí 3 m femení    | 318,66       | 25           | No es classificà | No es classificà |
| Ricardo Camacho | Trampolí 3 m masculí   | 408,94       | 25           | No es classificà | No es classificà |
| Conchita García | Plataforma 10 m femení | No participà | No participà | No participà     | No participà     |

## Tir
Vegeu Tir als Jocs Olímpics d'estiu de 1976
| Esportista        | Esdeveniment           | Qualificació | Qualificació | Final            | Final            |
| Esportista        | Esdeveniment           | Punts        | Posició      | Punts            | Posició          |
| ----------------- | ---------------------- | ------------ | ------------ | ---------------- | ---------------- |
| Juan Ávalos       | Skeet                  |              |              | 194              | 7                |
| Esteban Azkue     | Fossa                  |              |              | 181              | 11               |
| Enrique Camarena  | Skeet                  |              |              | 192              | 14               |
| Luis del Cerro    | Rifle estesa 50 m      | 586          | 41           | No es classificà | No es classificà |
| Jaime González    | Pistola 25 m           | 586          | 20           | No es classificà | No es classificà |
| José María Pigrau | Rifle estesa 50 m      | 584          | 51           | No es classificà | No es classificà |
| Juan Seguí        | Pistola 25 m           | 586          | 20           | No es classificà | No es classificà |
| Eladi Vallduví    | Fossa                  |              |              | 175              | 21               |
| José del Villar   | Rifle 3 posicions 50 m | 1114         | 45           | No es classificà | No es classificà |

## Vela
Vegeu Vela als Jocs Olímpics d'estiu de 1976
| Esportista                                | Esdeveniment    | Curses | Curses | Curses | Curses | Curses | Curses | Curses | Total punts | Punts nets | Posició |
| Esportista                                | Esdeveniment    | 1      | 2      | 3      | 4      | 5      | 6      | 7      | Total punts | Punts nets | Posició |
| ----------------------------------------- | --------------- | ------ | ------ | ------ | ------ | ------ | ------ | ------ | ----------- | ---------- | ------- |
| José Luis Doreste                         | Finn            | 26,0   | 21,0   | 3,0    | 14,0   | 11,7   | 23,0   | 34,0   | 132,7       | 98,7       | 12      |
| Alejandro Abascal José María Benavides    | Flying Dutchman | 17,0   | 0,0    | 26,0   | 0,0    | 17,0   | 24,0   | 8,0    | 92,0        | 66,0       | 7       |
| Juan Costas Humberto Costas Félix Anglada | Soling          | 16,0   | 17,0   | 14,0   | 16,0   | 22,0   | 15,0   | 17,0   | 117,0       | 95,0       | 12      |
| Félix Gancedo Jesús Turró                 | Tempest         | 14,0   | 17,0   | 0,0    | 16,0   | 20,0   | 16,0   | 16,0   | 99,0        | 79,0       | 9       |
| Antonio Gorostegui Pere Millet            | 470             | 8,0    | 14,0   | 3,0    | 10,0   | 5,7    | 13,0   | 10,0   | 63,7        | 49,7       | 2       |